# بيرسي جاكسون والأولمبيون (مسلسل)
بيرسي جاكسون والأولمبيون (بالإنجليزية: Percy Jackson and the Olympians)‏ هو مسلسل أمريكي قادم سيعرض على منصة ديزني+، المسلسل مبني على سلسلة روايات تحمل نفس الاسم للكاتب ريك ريوردان، المسلسل من بطولة ووكر سكوبل، ليا سافا جيفريز، آريان سيمهادري، جيسون مانتزوكس وميغان مولالي.

## وصلات خارجية
- بيرسي جاكسون والأولمبيون على موقع IMDb (الإنجليزية)
- بيرسي جاكسون والأولمبيون على موقع ميتاكريتيك (الإنجليزية)
- بيرسي جاكسون والأولمبيون على موقع روتن توميتوز (الإنجليزية)
- بيرسي جاكسون والأولمبيون على موقع فيلمافينيتي (الإسبانية)
- بيرسي جاكسون والأولمبيون على موقع ألو سيني (الفرنسية)
- بيرسي جاكسون والأولمبيون على موقع قاعدة بيانات الفيلم (الإنجليزية)